# Pierre Karli
Pierre Karli, né le 8 février 1926 à Strasbourg, et mort à Oberhausbergen le 21 mai 2016, est un médecin, neurobiologiste et professeur d'université français. Il est élu à l’Académie des Sciences  en 1979.

## Biographie
Pierre Karli est incorporé de force lors de l’annexion de l’Alsace.
Il est professeur à l'université de Strasbourg, dont il est le président de 1975 à 1978, et devient professeur émérite en 1987. Il est directeur du laboratoire de neurophysiologie du CNRS. 
Il fonde l’Institut pour la promotion du lien social en 2000, il est membre de l’Academia Europaea, du Comité national français d'histoire et de philosophie des sciences, et de l’Institut d’Alsace.
Il est élu à l’Académie des sciences le 18 juin 1979, dans la section biologie humaine et sciences médicales.
Il témoigne en 2014 dans le documentaire sur les 86 juifs tués pour des expérimentations par le médecin nazi August Hirt, alors directeur de l'Institut d'anatomie,
Il est docteur honoris causa de l’université de Lausanne.

## Publications
- Neurobiologie des comportements agressifs, Presses universitaires de France, collection Nodules, 1982, 90 p[7],
- L’Homme agressif, Paris, Odile Jacob, 1987  (ISBN 978-2020095532),
- Le cerveau et la liberté, Paris, Odile Jacob, 1995  (ISBN 978-2738103390),
- Les Racines de la violence : réflexions d'un neurobiologiste, Paris, Odile Jacob, 2002.
- Devenir un Homme : apprendre à être et à aimer, Strasbourg, La Nuée-Bleue, 2009  (ISBN 978-2716507349).

## Prix et distinctions
- Prix de la Tolérance Marcel-Rudloff (2004)
- Prix La Caze en physiologie de l’Académie des Sciences (1975),
- Prix de la Ville de Paris de l’Académie de Médecine (1972),
- Prix Vlès de la Faculté de médecine de Strasbourg (1952).
- Commandeur de la Légion d'honneur par décret du 12 juillet 2002
  - Officier du 9 décembre 1989
- Commandeur de l'ordre national du Mérite
- Commandeur de l'ordre des Palmes académiques

### Documentaires
- Au nom de la science et de la race - Strasbourg 1941-1944, documentaire réalisé par Sonia Rolley, Axel et Tancrède Ramonet, durée 55 min. Production France 3 - Temps noirs, avril 2013.
- Le nom des 86, documentaire réalisé par Emmanuel Heyd et Raphael Toledano, durée 63 min. Production dora films sas - Alsace 20 - Télébocal - Cinaps TV, 2014.